# Leonhard Euler
Leonhard Euler (wym. niem. MAF: [ˈleːɔnhaʁt ˈɔɪ̯lɐ], posłuchajⓘ; ur. 15 kwietnia 1707 w Bazylei, zm. 18 września 1783 w Petersburgu) – szwajcarski matematyk i fizyk; był pionierem w wielu obszarach obu tych nauk. Większą część życia spędził w Rosji i Prusach. Jest uważany za jednego z najbardziej płodnych matematyków w historii.
Dokonał licznych odkryć w tak różnych gałęziach matematyki jak rachunek różniczkowy i całkowy oraz teoria grafów. Wniósł duży wkład w rozwój terminologii i notacji matematycznej, szczególnie trwały w dziedzinie analizy matematycznej. Jako pierwszy w historii użył na przykład pojęcia i oznaczenia funkcji. Jako pierwszy opisał rozwinięcie funkcji eksponencjalnej oraz funkcji trygonometrycznych (sin i cos) w szereg potęgowy. Opublikował wiele ważnych prac z zakresu mechaniki, optyki i astronomii.
Euler jest uważany za czołowego matematyka XVIII wieku i jednego z najwybitniejszych w całej historii. Oto przypisywane Laplace’owi zdanie wyrażające wpływ Eulera na matematykę:

Czytajcie Eulera, czytajcie go – jest mistrzem nas wszystkich.

Uczony ten należy do grona najbardziej twórczych – jego dzieła zapełniłyby ponad 80 woluminów kwarto (czwarta część arkusza drukarskiego).
Podobizna Eulera widnieje na szwajcarskim banknocie 10-frankowym szóstej serii; uczonego uwieczniono też na wielu szwajcarskich, niemieckich i rosyjskich (radzieckich) znaczkach pocztowych. Na jego cześć jedna z asteroid zyskała miano „(2002) Euler”. 

## Życiorys

### Dzieciństwo i młodość

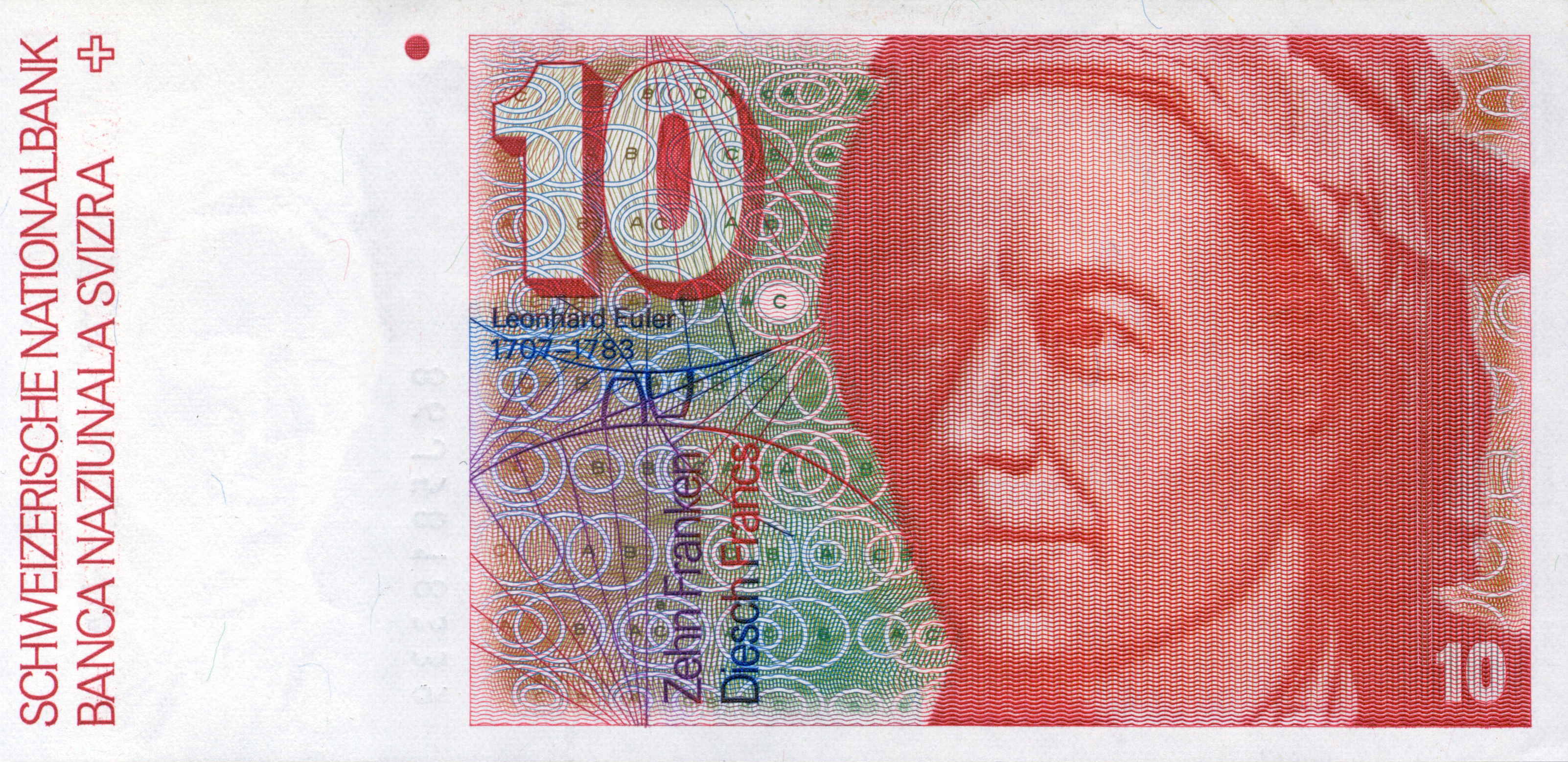
Szwajcarski banknot 10-frankowy, na cześć Eulera, najznakomitszego szwajcarskiego matematyka w historii

Leonhard Euler urodził się w Bazylei w rodzinie Paula Eulera, pastora Kościoła Reformowanego (patrz: kalwinizm), i Marguerite Brucker, której ojciec był także pastorem. Miał dwie młodsze siostry: Annę Marię i Marię Magdalenę. Wkrótce po przyjściu syna na świat Eulerowie przenieśli się z Bazylei do pobliskiej miejscowości Riehen, gdzie Leonhard spędził większą część dzieciństwa. Podstawową wiedzę, w tym matematyczną, przekazał swojemu synowi Paul Euler, który szykował Leonarda do stanu duchownego. Pastor Euler był przyjacielem rodziny Bernoullich, m.in. Johanna Bernoulliego, wówczas czołowego szwajcarskiego matematyka (wywarł on znaczący wpływ na życie Leonharda). Formalna edukacja Eulera rozpoczęła się w Bazylei, w tamtejszym gimnazjum łacińskim.
20 października 1720 roku, w wieku trzynastu lat, rozpoczął studia na Uniwersytecie Bazylejskim. Sobotnimi popołudniami brał prywatne lekcje u Johanna Bernoulliego, który szybko odkrył wielki talent matematyczny swojego ucznia. W roku 1723 młody Euler, przedłożywszy końcową rozprawę, w której porównywał systemy filozoficzne Kartezjusza i Newtona, otrzymał stopień magistra filozofii.
Od tego momentu, za namową ojca, który nadal widział w Leonhardzie przyszłego pastora, rozpoczął studia nad teologią, greką i językiem hebrajskim. Pastor Euler zmienił zdanie co do zawodu Leonharda wskutek interwencji Johanna Bernoulliego; uczony przekonał go, że przeznaczeniem jego syna jest stać się wielkim matematykiem. W roku 1726 Euler ukończył swoją rozprawę doktorską na temat rozchodzenia się dźwięku, De Sono. W roku następnym stanął do corocznego konkursu o prestiżową, ufundowaną przez Francuską Akademię Nauk Wielką Nagrodę Akademii Paryskiej (ang. Paris Academy Prize Problem), ze swoim opracowaniem zagadnienia optymalnego rozmieszczenia okrętowych masztów. Zajął drugie miejsce, przegrywając jedynie z Piotrem Bouguerem znanym jako „ojciec nauki o architekturze okrętów”. W ciągu życia Euler wygrywał tę doroczną nagrodę dwunastokrotnie.

### Petersburg

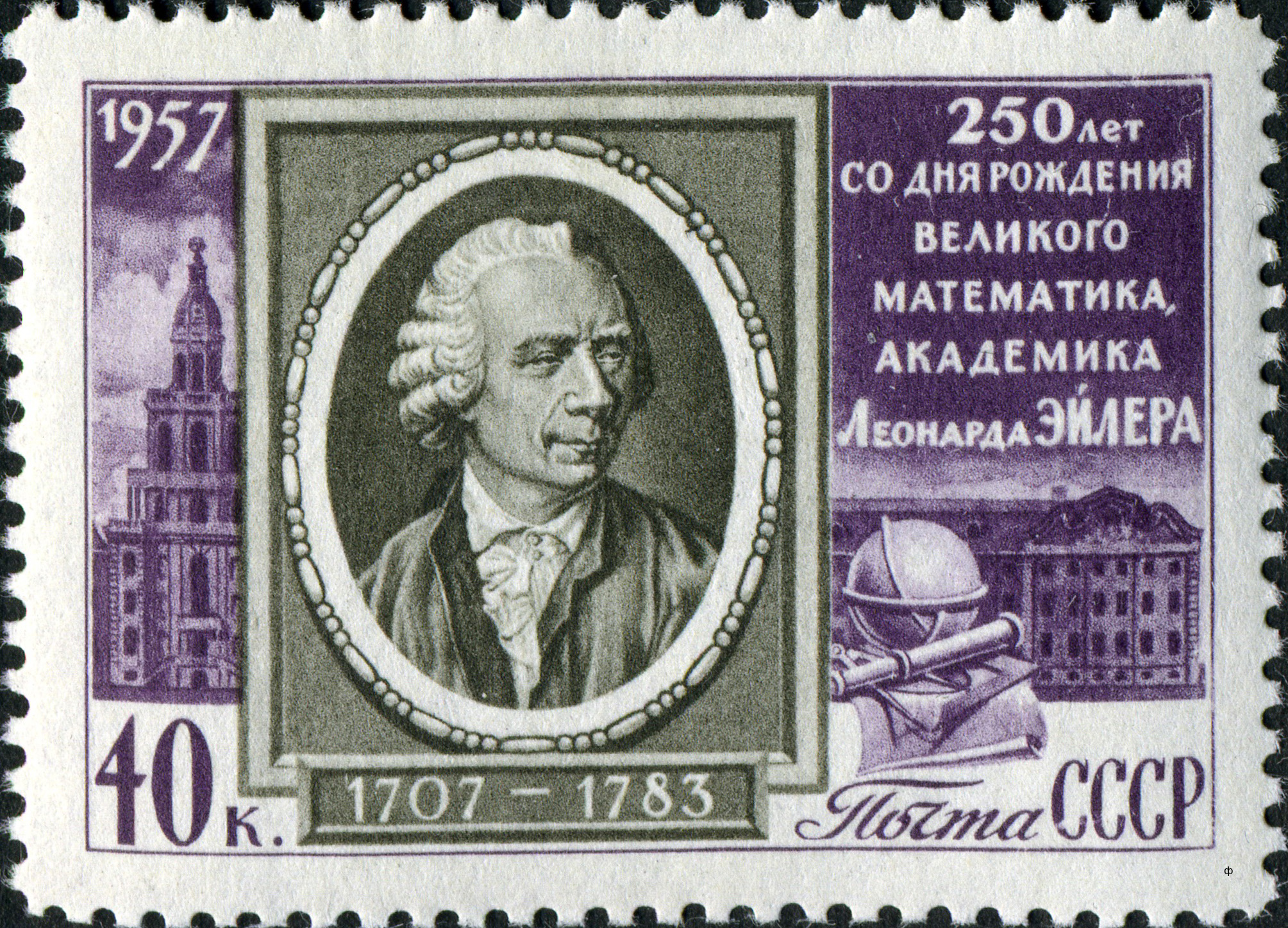
Znaczek poczty Związku Radzieckiego wydany w 1957 dla uczczenia 250. rocznicy urodzin Eulera. Tekst mówi: 250 lat od urodzenia wielkiego matematyka i akademika, Leonarda Eulera

Kiedy Euler kończył studia, dwaj synowie Johanna Bernoulliego – Daniel i Mikołaj (II) – pracowali dla Petersburskiej Akademii Nauk. Gdy w lipcu 1726 roku Mikołaj po roku spędzonym w Rosji zmarł na zapalenie wyrostka robaczkowego, Daniel, objąwszy po bracie funkcję na wydziale matematyczno-fizycznym, zarekomendował Eulera na wakujące po swoim odejściu stanowisko na fizjologii. W listopadzie 1726 roku Euler zaakceptował tę ofertę, wstrzymał się jednak z wyjazdem do Rosji do wiosny roku następnego – starał się w tym czasie bez powodzenia o objęcie katedry fizyki na Uniwersytecie w Bazylei.
Do stolicy Rosji Euler przybył 17 maja 1727 roku. Z posady na wydziale medycznym został awansowany na stanowisko na odpowiedniejszym dla niego wydziale matematycznym. Zamieszkał razem z Danielem Bernoullim, z którym poza tym często ściśle współpracował. Euler doskonalił swoją znajomość języka rosyjskiego i osiadł na dobre w petersburskim życiu; dodatkowo zaangażował się do pracy w służbie medycznej rosyjskiej marynarki wojennej.
Petersburski Uniwersytet Państwowy, założony przez cara Piotra I (zwanego później Wielkim), stawiał sobie za zadanie poprawienie stanu edukacji w Rosji i zmniejszenie dystansu, jaki w nauce dzielił ten kraj od zachodniej Europy. W związku z powyższym celem petersburska uczelnia stwarzała cudzoziemskim uczonym takim jak Euler szczególnie atrakcyjne warunki; źródła finansowania akademii były zasobne, jej biblioteka zaś – złożona z księgozbiorów samego Piotra I i rosyjskiej arystokracji – wszechstronnie zaopatrzona. Studentów na uczelni nie było zbyt wielu, uczeni nieobciążeni pracą dydaktyczną mogli się skupić na badaniach naukowych. Okolicznością im sprzyjającą była także zasada całkowitej swobody badań.
W dniu przybycia Eulera do Petersburga zmarła dobrodziejka Akademii, wdowa po Piotrze I, jego następczyni na tronie – cesarzowa Katarzyna I, która usiłowała kontynuować nowoczesne dzieło swego zmarłego męża. Z chwilą jej śmierci i nastaniem panowania dwunastoletniego Piotra II wzrosło znaczenie rosyjskiej arystokracji – wielce podejrzliwej w stosunku do cudzoziemskich naukowców; wydarzenia te były przyczyną cięć funduszy przeznaczonych dla akademii i licznych trudności, wobec których stanął Euler i jego koledzy z uczelni.
Warunki poprawiły się nieco po śmierci Piotra II; Euler, przechodząc różne uczelniane stanowiska, szybko awansował, by w 1731 roku zostać profesorem fizyki. Dwa lata później Daniel Bernoulli, który miał dosyć panującej w Rosji cenzury i wrogości, z którą spotykał się w Petersburgu, wrócił do Bazylei. Euler objął po nim wydział matematyki.
7 stycznia 1734 ożenił się z Katarzyną Gsell, córką artysty malarza z petersburskiego gimnazjum, pochodzącą podobnie jak Euler z rodziny szwajcarskiej. Młodzi małżonkowie kupili dom nad Newą. Doczekali się w sumie trzynaściorga potomstwa, z których tylko pięcioro przeżyło lata dziecięce.

### Berlin
Euler zaniepokojony przeciągającym się w Rosji wrzeniem rozważał opuszczenie Petersburga. W 1741 zaakceptował złożoną jakiś czas wcześniej przez Fryderyka II Hohenzollerna propozycję przeniesienia się do Berlina i objęcia stanowiska w Pruskiej Akademii Nauk. Wyjechał z Petersburga 19 czerwca 1741 roku i przez 25 lat mieszkał w Berlinie. Tam napisał ponad 380 artykułów i opublikował dwie spośród swoich prac, które w największym stopniu rozsławiły jego imię. Były to: praca poświęcona funkcjom – Introductio in analysin infinitorum i dzieło dotyczące rachunku różniczkowego – Institutiones calculi differentialis.
W czasie pobytu w Berlinie Euler został poproszony o udzielanie prywatnych lekcji księżniczce Anhalt-Dessau, siostrzenicy Fryderyka. Napisał do niej ponad 200 listów, co zaowocowało późniejszym wydaniem ich w formie drukowanej pod postacią bardzo dobrze się sprzedających Listów do księżniczki niemieckiej. Zawierają one przystępne Eulerowskie naświetlenie różnych tematów związanych z matematyką i fizyką, dają także – wartościowe z dzisiejszego punktu widzenia – wyobrażenie o osobowości uczonego i o jego poglądach na wiarę. Książka ta, czytana częściej niż którekolwiek z dzieł matematycznych Eulera, stała się – według dzisiejszej terminologii – bestsellerem; była szeroko znana – opublikowano ją w Europie i Stanach Zjednoczonych. Popularność Listów świadczy o rzadkiej wśród naukowców zajmujących się badaniami zdolności Eulera do przekazywania treści naukowych laikom.
Mimo ogromnego udziału Eulera w znacznym ówcześnie prestiżu Akademii, uczony został w końcu zmuszony do opuszczenia Berlina. Przyczyną był, przynajmniej częściowo, osobisty konflikt Eulera z Fryderykiem. Fryderyk z upływem czasu zaczął uważać Eulera za człowieka prostego, zwłaszcza gdy porównywał go do uczonych z kręgu filozofów, których on – król Prus – sprowadził do Akademii. Był wśród nich Wolter i to on cieszył się uprzywilejowaną pozycją w towarzystwie skupionym wokół króla. Euler, zwyczajny religijny człowiek, niewolniczo oddany swojej pracy, był bardzo konwencjonalny w swoich przekonaniach i gustach. Pod wieloma względami stanowił wprost przeciwieństwo Woltera. Jego przygotowanie retoryczne było bardzo ograniczone, przy tym miał skłonność do brania udziału w dyskusjach na tematy, w których nie był zbyt biegły, co czyniło z niego częsty cel dowcipów Woltera. Poza tym Fryderyk wyrażał niezadowolenie z praktycznych zdolności inżynierskich Eulera:

Chciałem mieć w moim ogrodzie silny strumień wody: Euler obliczył moc kół niezbędną do wzniesienia wody na poziom rezerwuaru, z którego miała się rozpływać kanałami, wytryskając w końcu w Sanssouci. Młyn został skonstruowany zgodnie z geometrycznymi planami, a nie był w stanie podnieść nawet kropli wody pięćdziesiąt kroków od zbiornika. Marność nad marnościami! Marność geometrii!

### Pogorszenie się wzroku

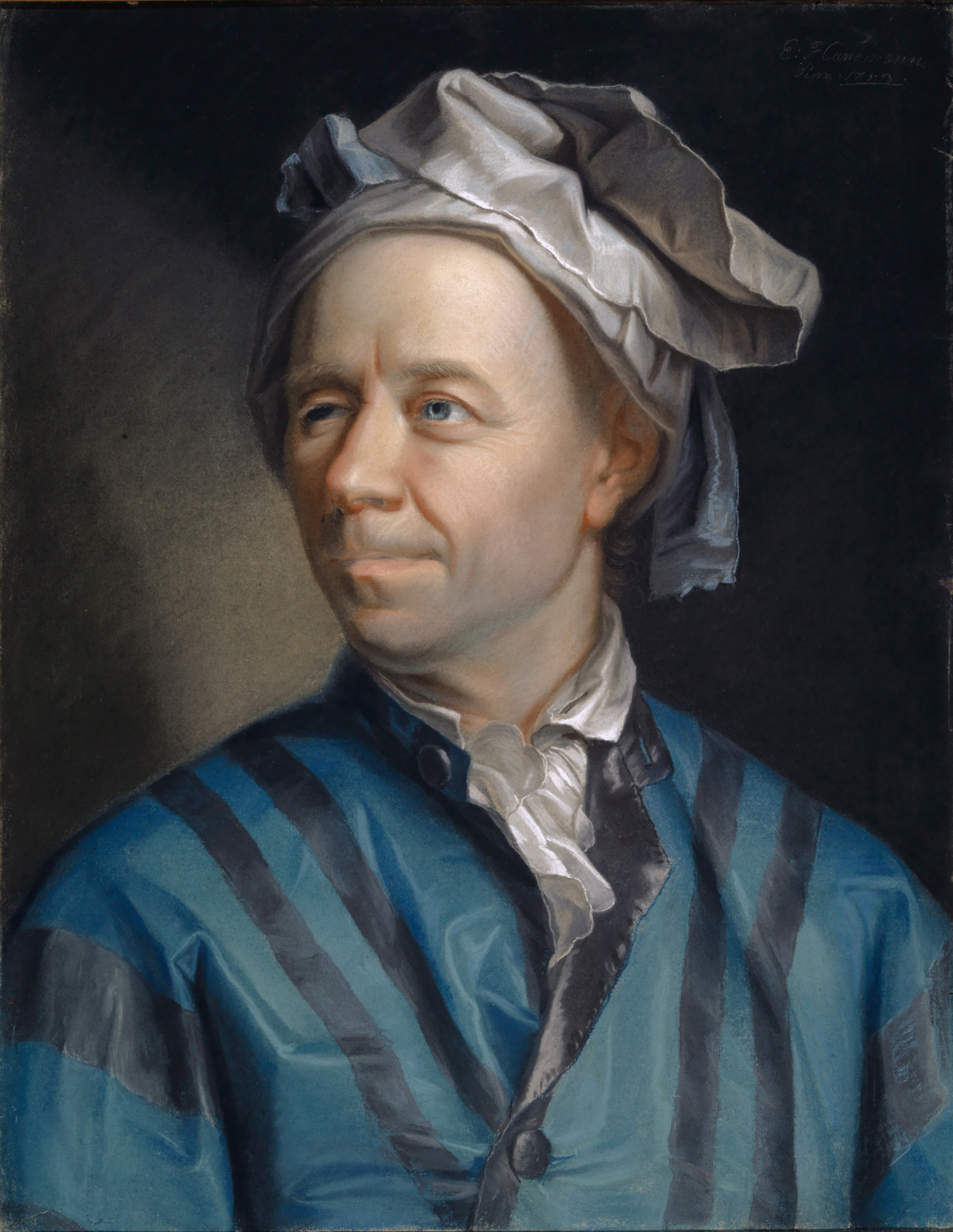
Portret Eulera z roku 1753, autorstwa Jakob Emanuel Handmann). Widać na nim zez i problemy Eulera z powieką prawego oka. Lewe oko wygląda na zdrowe, choć później zostało zniszczone przez kataraktę. Wzrok Eulera pogarszał się przez cały czas jego kariery matematyka

Trzy lata po przejściu niemal śmiertelnej gorączki, która dotknęła go w roku 1735 Euler prawie całkowicie stracił wzrok w prawym oku, ale obarczał winą za ten stan rzeczy swoją drobiazgową pracę kartografa, którą wykonywał dla Akademii Petersburskiej. Wzrok w tym oku pogorszył się Eulerowi w ciągu jego pobytu w Niemczech tak bardzo, że Fryderyk mawiał o nim „Cyklop”. W późniejszym okresie Euler cierpiał na kataraktę w drugim, dotychczas zdrowym oku; doprowadziła go ona już w kilka tygodni po jej odkryciu do niemal całkowitej ślepoty. Mimo tych kłopotów zdrowotnych wydajność Eulera w jego pracy spadła tylko w niewielkim stopniu – kłopoty ze wzrokiem kompensował swoją fotograficzną pamięcią i umiejętnościami dokonywania obliczeń pamięciowych. Był na przykład zdolny do powtórzenia bez najmniejszego wahania słowo w słowo Eneidy Wergiliusza, co więcej: był w stanie wskazać jakim wersem zaczyna się i jakim kończy dowolna stronica tej książki.

### Ostatni etap życia
Sytuacja w Rosji poprawiła się po objęciu tronu przez Katarzynę II (1762) i w 1766 roku Euler zaakceptował zaproszenie do powrotu do Akademii w Petersburgu i w mieście tym spędził resztę życia. Na jego drugim pobycie w stolicy Rosji zaciążyły tragiczne wydarzenia; w 1771 roku pożar, który wybuchł w Petersburgu, strawił dom Eulera i jego samego kosztował niemal życie. Dwa lata później stracił żonę, z którą przeżył prawie 40 lat. Trzy lata po jej śmierci ożenił się ponownie.
18 września 1783 roku w Petersburgu Euler zmarł, doznawszy wylewu krwi do mózgu; pochowano go w ławrze Aleksandra Newskiego. Dorobek życia Eulera, wraz z listą jego prac, został opisany przez jego zięcia, Nicolausa von Fussa, sekretarza Cesarskiej Akademii Nauk i Sztuk Pięknych w Petersburgu. Pośmiertną mowę pochwalną na cześć Eulera skierowaną do Akademii Francuskiej napisał matematyk i filozof francuski markiz de Condorcet, który takimi słowami skomentował fakt śmierci Eulera:

…il cessa de calculer et de vivre – …przestał liczyć i przestał żyć

## Wkład do matematyki
Euler wniósł wkład do niemal wszystkich ówczesnych dziedzin matematyki – geometrii, rachunku różniczkowego i całkowego, trygonometrii, algebry, teorii liczb. Zajmował się m.in. fizyką ośrodków ciągłych i teorią ruchów Księżyca. Waga jego dokonań w matematyce nie może być przeceniona: gdyby wydać drukiem wszystkie jego dzieła, z których wiele ma fundamentalne znaczenie, zajęłyby od 60 do 80 woluminów oprawionych in quarto (czwarta część arkusza). Za jedynego matematyka równie płodnego może być uważany XX-wieczny uczony węgierski, Paul Erdős.

### Notacja matematyczna
Euler, dzięki swoim licznym i szeroko rozpowszechnionym podręcznikom, zainicjował i spopularyzował kilka konwencji zapisu; w szczególności, wprowadził pojęcie funkcji i jako pierwszy zastosował zapis {\displaystyle f(x)} dla oznaczenia funkcji {\displaystyle f} argumentu {\displaystyle x}. Był też autorem nowoczesnego oznaczania funkcji trygonometrycznych, litery {\displaystyle e} jako podstawy logarytmu naturalnego (obecnie znanej także jako liczba Eulera), zastosowania greckiej litery Σ dla oznaczania sumy i litery {\displaystyle i} do wyrażenia jednostki urojonej. Użycie greckiej litery π dla oznaczenia stosunku obwodu okręgu do jego średnicy nie było wprawdzie jego autorstwa, ale zostało przez niego rozpropagowane.

### Analiza matematyczna
Rozwój rachunku różniczkowego był jednym z najważniejszych prądów badawczych matematyki XVIII wieku i to dzięki Bernoullim – rodzinie zaprzyjaźnionej z Eulerami – dokonał się na tym polu wielki postęp. Ich wpływ spowodował, że analiza znalazła się w centrum zainteresowań Eulera. Chociaż niektóre z przeprowadzonych przez niego dowodów są nie do zaakceptowania z punktu widzenia obecnych rygorów dowodzenia twierdzeń, idee Eulera zapoczątkowały wielki postęp w tej dziedzinie.
Jest bardzo dobrze znany z częstego używania w analizie szeregów potęgowych; przyczynił się do ich znacznego rozwoju; był m.in. prekursorem wyrażania rozmaitych funkcji jako sumy nieskończenie wielu składników szeregu potęgowego, np.:
{\displaystyle e^{x}=\sum _{n=0}^{\infty }{\frac {x^{n}}{n!}}=\lim _{n\to \infty }\left({\frac {1}{0!}}+{\frac {x}{1!}}+{\frac {x^{2}}{2!}}+\ldots +{\frac {x^{n}}{n!}}\right).}
W szczególności odkrył rozwinięcie za pomocą tego rodzaju szeregu funkcji arcus tangens i liczby {\displaystyle e}. Jego odważne – choć, według obecnych standardów, technicznie niepoprawne – użycie szeregów potęgowych, umożliwiło mu w 1735 roku rozwiązanie słynnego problemu bazylejskiego:
{\displaystyle \lim _{n\to \infty }\left({\frac {1}{1^{2}}}+{\frac {1}{2^{2}}}+{\frac {1}{3^{2}}}+\ldots +{\frac {1}{n^{2}}}\right)={\frac {\pi ^{2}}{6}}.}

Geometryczna interpretacja wzoru Eulera

Euler zaczął używać w dowodach analitycznych funkcji wykładniczej i logarytmów. Znalazł sposób ujmowania różnych funkcji logarytmicznych w postaci szeregów potęgowych; udało mu się również zdefiniować logarytm dla argumentów ujemnych i zespolonych, co znacznie rozszerzyło zakres ich zastosowania w matematyce. Euler zdefiniował też funkcję wykładniczą dla liczb zespolonych i odkrył relacje łączące ją z funkcjami trygonometrycznymi. Równość Eulera stwierdza, że dla dowolnej liczby rzeczywistej φ zespolona funkcja wykładnicza daje się wyrazić w postaci:
{\displaystyle e^{i\phi }=\cos \phi +i\sin \phi .}
Szczególnym przypadkiem powyższej równości jest tożsamość:
{\displaystyle e^{i\pi }+1=0}
nazwana przez Richarda Feynmana „najniezwyklejszym wzorem w matematyce”, który łączy w sobie znaki: dodawania, mnożenia, potęgowania, równości, a przy tym angażuje pięć najważniejszych stałych matematycznych: 0, 1, {\displaystyle e}, {\displaystyle i} oraz {\displaystyle \pi }.
Euler opracował też teorię funkcji specjalnych, wprowadzając funkcję Г; zaproponował także nową metodę rozwiązywania równań czwartego stopnia. Znalazł sposób obliczania całek o granicach zespolonych, zapoczątkowując tym rozwój nowoczesnej analizy zespolonej. Dał początki rachunkowi wariacyjnemu z najbardziej znanym wynikiem tych rozważań – równaniem Eulera-Lagrange’a.
Euler był też pionierem użycia metod analitycznych w rozwiązywaniu problemów teorii liczb. Tym sposobem połączył w jedną nową dziedzinę analitycznej teorii liczb dwie zasadniczo odmienne gałęzie matematyki. Niejako przy okazji stworzył podwaliny pod teorię szeregów hipergeometrycznych, funkcji hiperbolicznych i analityczną teorię ułamków łańcuchowych. A oto przykład zastosowania przez niego metod analizy w teorii liczb: używając twierdzenia o rozbieżności szeregu harmonicznego, dowiódł nie tylko, że liczb pierwszych jest nieskończenie wiele, ale także, że szereg ich odwrotności jest rozbieżny; użył też metod analizy dla zrozumienia w jaki sposób rozmieszczone są liczby pierwsze. Prace Eulera w tej dziedzinie doprowadziły do rozwoju twierdzenia o liczbach pierwszych.

### Teoria liczb
W wielkim zainteresowaniu, jakim Euler darzył teorię liczb, zauważalny jest wpływ znanego mu z akademii petersburskiej Krystiana Goldbacha. Wiele z wczesnych prac Eulera w tej dziedzinie matematyki bazowało na dokonaniach Piotra Fermata; między innymi, obalił hipotezę Fermata o pierwszości liczb Fermata {\displaystyle F(n):=2^{2^{n}}+1,} rozkładając {\displaystyle F(5)=641\cdot 6700417.}
Euler odkrył związek między teorią liczb i analizą matematyczną. Udowodnił, że suma odwrotności liczb pierwszych jest rozbieżna, przez sformułowanie wzoru Eulera, dla wprowadzonej przez siebie (dla argumentów rzeczywistych) funkcji dzeta Riemanna, w terminach liczb pierwszych.
Euler udowodnił tożsamości Newtona (wzory rekurencyjne wiążące sumy potęg wszystkich pierwiastków wielomianu z jego współczynnikami), małe twierdzenie Fermata, twierdzenie Fermata o sumie dwóch kwadratów i wniósł znaczący wkład do twierdzenia Lagrange’a o sumie czterech kwadratów. Odkrył też funkcję φ (zw. funkcją φ Eulera), przyporządkowującą każdej dodatniej liczbie całkowitej {\displaystyle n} liczbę mniejszą od {\displaystyle n,} która informuje, ile jest liczb względnie pierwszych z {\displaystyle n.} Korzystając z właściwości tej funkcji, Euler uogólnił małe twierdzenie Fermata w postaci znanej obecnie pod nazwą twierdzenia Eulera o liczbach względnie pierwszych. Uzyskał znaczne wyniki o liczbach doskonałych, które fascynowały ludzi od niepamiętnych czasów, a co najmniej matematyków od czasów Euklidesa – podstawowe twierdzenie o parzystych liczbach doskonałych jest pewną równoważnością, dowiedzioną w jedną stronę przez Euklidesa, a w drugą przez Eulera. Duży postęp poczynił w kierunku twierdzenia o liczbach pierwszych i domyślał się istnienia prawa wzajemności reszt kwadratowych. Te dwa ostatnie pomysły są uważane za fundamentalne dla teorii liczb; utorowały drogę przyszłym pracom Karola Gaussa.
Przed rokiem 1772 Euler dowiódł, że liczba {\displaystyle 2^{31}-1=2\,147\,483\,647} jest liczbą pierwszą Mersenne’a. Pozostawała ona największą znaną liczbą pierwszą do roku 1867.

### Teoria grafów

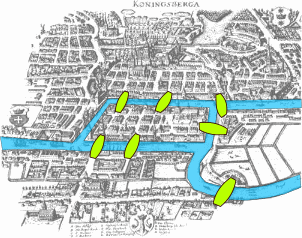
Mapa Królewca z czasów Eulera ukazuje ówczesny układ siedmiu mostów (kolorami zaznaczone: mosty na Pregole i sama rzeka)

W roku 1736 Euler rozwiązał problem znany jako zagadnienie mostów królewieckich. Królewiec w Prusach (obecnie w Rosji) leży nad rzeką Pregołą na dwóch dużych wyspach, które w czasach Eulera były połączone – wzajemnie ze sobą i ze stałym lądem – siedmioma mostami. Pytanie brzmiało: Czy można przejść kolejno przez wszystkie mosty tak, żeby każdy przekroczyć tylko raz? Odpowiedź, którą znalazł Euler, brzmi: nie; Euler dowiódł, że tzw. ścieżka Eulera przebiegająca raz i tylko raz przez wszystkie krawędzie grafu istnieje tylko wtedy, gdy liczba węzłów o nieparzystej liczbie krawędzi jest równa 0 lub 2. Rozwiązanie tego problemu jest uważane za pierwsze twierdzenie teorii grafów. Euler wprowadził też oznaczenie znane dziś pod nazwą charakterystyki Eulera powierzchni i dodatkowo wzór pokazujący, że dla dowolnego wielościanu wypukłego wynosi ona 2 (twierdzenie Eulera dla wielościanów). Studia nad tym wzorem – zwłaszcza Cauchy’ego i L’Huilliera – i jego uogólnienie to początki topologii.

### Matematyka stosowana
Niektóre z największych sukcesów Eulera wiążą się z użyciem metod analizy matematycznej w rozwiązywaniu problemów realnego świata; opisał liczne zastosowania: liczb Bernoulliego, szeregów Fouriera, liczb Eulera (związanych z rozwinięciem we wzór Taylora funkcji sekans i sekans hiperboliczny), stałych – e i π, ułamków łańcuchowych i całek. Zintegrował rachunek różniczkowy Leibniza z metodą fluksji Newtona i rozwinął narzędzia, które ułatwiły obliczenia fizyczne. Uczynił wiele dla rozwoju całkowania numerycznego, odkrywając metodę znaną dzisiaj pod postacią aproksymacji Eulera. Godnymi uwagi w dziedzinie aproksymacji są: metoda Eulera i wzór Eulera-Maclaurina. Ułatwił też używanie równań różniczkowych, zwłaszcza przez wprowadzenie stałej Eulera-Mascheroniego (γ):
{\displaystyle \gamma =\lim _{n\to \infty }\left(1+{\frac {1}{2}}+{\frac {1}{3}}+{\frac {1}{4}}+\ldots +{\frac {1}{n}}-\ln(n)\right).}
Jednym z najniezwyklejszych zainteresowań Eulera było stosowanie idei matematycznych w muzyce. W roku 1739 napisał Tentamen novae theoriae musicae, mając nadzieję zespolić teorię muzyki z matematyką. Ta część jego pracy nie spotkała się z nazbyt wielką uwagą – wręcz ujęcie to zostało nazwane kiedyś zbyt matematycznym dla muzyków i zbyt muzycznym dla matematyków. W 1766 opublikował rozprawę matematyczną o faraonie, hazardowej grze karcianej.

### Fizyka i astronomia
Euler rozwinął model belki nazwany później modelem Bernoulliego-Eulera; stanowił on kamień węgielny nowoczesnej myśli inżynierskiej. Obok pomyślnego stosowania własnych narzędzi analitycznych w rozwiązywaniu problemów mechaniki klasycznej, Euler używał ich do rozwiązywania problemów astronomii sferycznej. Jego praca w dziedzinie astronomii znajdowała uznanie w paryskiej akademii, której nagrody wielokrotnie otrzymywał. Oto niektóre z astronomicznych osiągnięć Eulera: określanie z wielką dokładnością orbit komet i innych ciał niebieskich, wyjaśnienie natury komet i wyliczenie paralaksy Słońca. Jego obliczenia przyczyniły się do zwiększenia dokładności tabel długości geograficznej.
Euler wniósł też ważny wkład do rozwoju optyki. W swojej pracy Optyka nie zgadzał się z ówcześnie obowiązującą korpuskularną teorią światła Newtona. Jego praca z roku 1740 w dziedzinie optyki sprawiła, iż falowa teoria światła zaproponowana przez Huygensa stała się dominującym paradygmatem aż do czasu rozwinięcia kwantowej teorii światła, łączącej obydwa te podejścia.

### Logika
Euler jest uznawany za autora użycia krzywych zamkniętych dla zilustrowania sylogistycznego rozumowania (1768). Stworzył tak zwane diagramy Eulera, stosowane w logice.

## Poglądy filozoficzne i religijne
Euler, tak jak Isaac Newton i Samuel Clarke, wierzył w absolutny czas i przestrzeń. Tym samym krytykował relacyjną koncepcję przestrzeni i czasu zaproponowaną przez Leibniza. Szwajcarski matematyk wierzył, że absolutny czas i przestrzeń są konieczne do tego, żeby prawa fizyki były wieczne i powszechne. Ten pogląd później przejął od Eulera Immanuel Kant.
Euler i Daniel Bernoulli byli oponentami leibnizowskiego monadyzmu i filozofii Krystiana Wolffa. Euler niezmiennie trwał przy poglądzie, że wiedza jest oparta na fundamencie określonych, ścisłych ilościowych praw – był to pogląd, którego ani monadyzm, ani rozumowanie Wolffa nie przewidywały. Wpływ na taki stosunek Eulera do doktryny Wolffa miały zapewne sympatie religijne tego pierwszego; posunął się on do określenia pomysłów Wolffa jako „pogańskich i ateistycznych”.
Wiele z poglądów Eulera na religię można wydedukować z Listów do księżniczki niemieckiej i jednej z jego wczesnych prac, Rettung der Göttlichen Offenbahrung Gegen die Einwürfe der Freygeister (w wolnym tłumaczeniu: Obrona Objawienia Bożego przed zarzutami wolnomyślicieli). Obie te pozycje prezentują Eulera jako zagorzałego chrześcijanina, zwolennika dosłownego traktowania tekstu Biblii (Rettung... na przykład było pierwotnie używane jako argument za boskim pochodzeniem Pisma Świętego).
Do sporów Eulera w kwestiach religii toczonych ze świeckimi filozofami nawiązuje anegdota z okresu drugiego pobytu Eulera w Petersburgu. Zdarzyło się, że w tym samym czasie przebywał w Rosji na zaproszenie Katarzyny II francuski filozof Denis Diderot. Cesarzowa zaalarmowana, że argumenty jej gościa za ateizmem wpływają na członków jej dworu, poprosiła Eulera o stanięcie do konfrontacji z Diderotem. Francuz został poinformowany, że uczony matematyk opracował dowód na istnienie Boga; Diderot zgodził się na publiczne zaprezentowanie tego dowodu przez Eulera przed cesarskim dworem. W ustalonym czasie Euler przybył, skierował swe kroki ku Francuzowi i, stanąwszy przed nim, tonem całkowitej pewności siebie oznajmił: „Panie, {\displaystyle {\tfrac {a+b^{n}}{n}}=x,} a więc – Bóg istnieje. Replikuj!”. Diderot, dla którego cała matematyka była bzdurą (tak w każdym razie mówi ta historia), stał osłupiały, aż wśród całego dworu wybuchły salwy śmiechu. Zażenowany, poprosił o pozwolenie opuszczenia Rosji, na co cesarzowa łaskawie się zgodziła. W prawdziwość tej anegdoty należy wątpić, biorąc pod uwagę fakt, że Diderot był w rzeczywistości sprawnym matematykiem.

## Wybrane prace

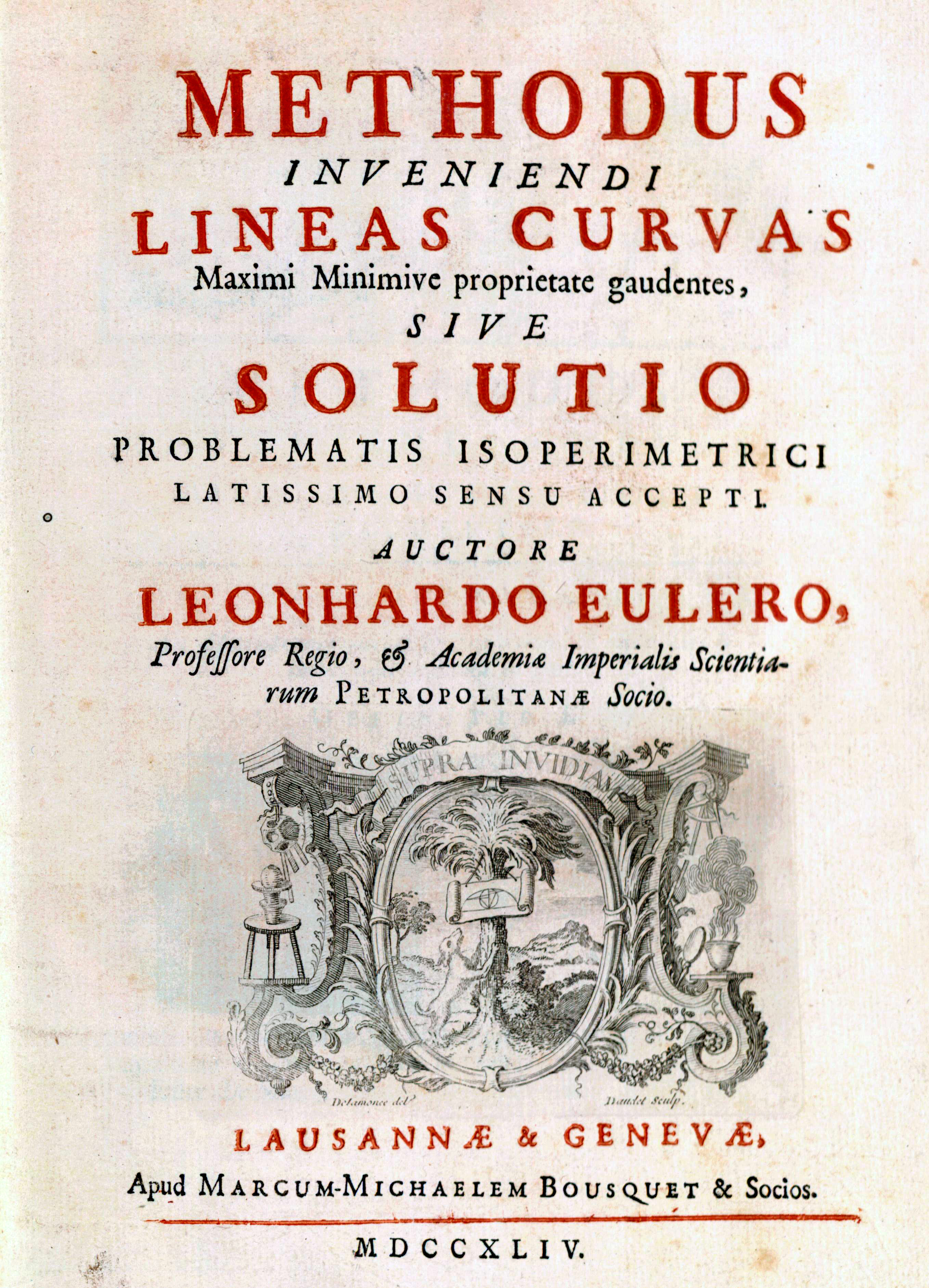
Okładka dzieła Eulera Methodus inveniendi lineas curvas

Lista prac Eulera jest bardzo obszerna; poniżej niektóre z jego dzieł:
- Elements of Algebra. Ten elementarny wykład algebry zaczyna się omówieniem natury liczb, po którym następuje skondensowany wstęp do algebry, zawierający m.in. formuły rozwiązywania równań wielomianowych.
- Introductio in analysin infinitorum (1748). Tłumaczenie angielskie Johna Blantona: Introduction to Analysis of the Infinite (Book I, ISBN 0-387-96824-5, Springer-Verlag 1988; Book II, ISBN 0-387-97132-7, Springer-Verlag 1989).
- Dwa znaczące podręczniki rachunku różniczkowego i całkowego: Institutiones calculi differentialis (1755) i Institutiones calculi integralis (1768–1770).
- Lettres à une Princesse d’Allemagne (w j.ang. Letters to a German Princess, w j. polskim: Listy do księżniczki niemieckiej) (1768–1772). Tłumaczenie angielskie z uwagami Eulera i jego życiorysem dostępne online w Google Books: tom 1, tom 2
- Methodus inveniendi lineas curvas maximi minimive proprietate gaudentes, sive solutio problematis isoperimetrici latissimo sensu accepti (1744). Tłumaczenie znaczenia tytułu na j. angielski: a method for finding curved lines enjoying properties of maximum or minimum, or solution of isoperimetric problems in the broadest accepted sense[43].

Pełna kolekcja dzieł Eulera zatytułowana Opera Omnia jest publikowana od roku 1911 przez Komisję Eulera Szwajcarskiej Akademii Nauk.